# 39. Jahrhundert v. Chr.
Portal Geschichte | Portal Biografien | Aktuelle Ereignisse | Jahreskalender | Tagesartikel

◄ |
5. Jt. v. Chr. |
4. Jahrtausend v. Chr. | 3. Jt. v. Chr.  ►

◄ |
41. Jh. v. Chr. |
40. Jh. v. Chr. |
39. Jahrhundert v. Chr. |
38. Jh. v. Chr. |
37. Jh. v. Chr. |
►
Das 39. Jahrhundert v. Chr. begann am 1. Januar 3900 v. Chr. und endete am 31. Dezember 3801 v. Chr. Dies entspricht dem Zeitraum 5850 bis 5751 vor heute oder dem Intervall 5104 bis 5012 Radiokohlenstoffjahre.

## Zeitrechnung

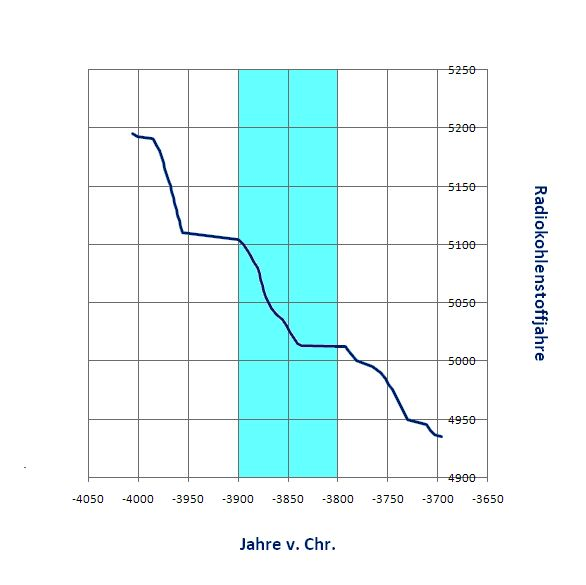
Kalibrationskurve nach CalPal, hellblau: 39. Jahrhundert v. Chr.

Laut Vogel u. a. (1993) weist die Radiokarbondatierung für den Verlauf des 39. Jahrhunderts v. Chr. eine Anomalie auf, wobei der Beginn des Jahrhunderts niedrigere Werte aufweist als sein Ende (negative Korrelation). Das Maximum der Kalibrationskurve wird bei 3820 v. Chr. mit 5080 Radiokohlenstoffjahren BP erreicht (so zeigt 3900 v. Chr. nur 5030 Radiokohlenstoffjahre BP und 3800 v. Chr. 5050 Radiokohlenstoffjahre BP; die Radiokohlenstoffalter bleiben somit gegenüber der normalen Zeitrechnung um 870 bzw. 750 Jahre zurück).
Ein neueres Korrelationsprogramm wie z. B. CalPal findet Plateaus in der Kalibrationskurve vor Beginn (3956 bis 3905 v. Chr.) und erneut gegen Ende des Jahrhunderts (3836 bis 3792 v. Chr.). Zwischen 3881 und 3870 v. Chr. besitzt die Kurve ihren steilsten Anstieg. Generell bewegt sich das 39. Jahrhundert v. Chr. zwischen 5104 und 5012 Radiokohlenstoffjahren BP.

## Ereignisse/Entwicklungen

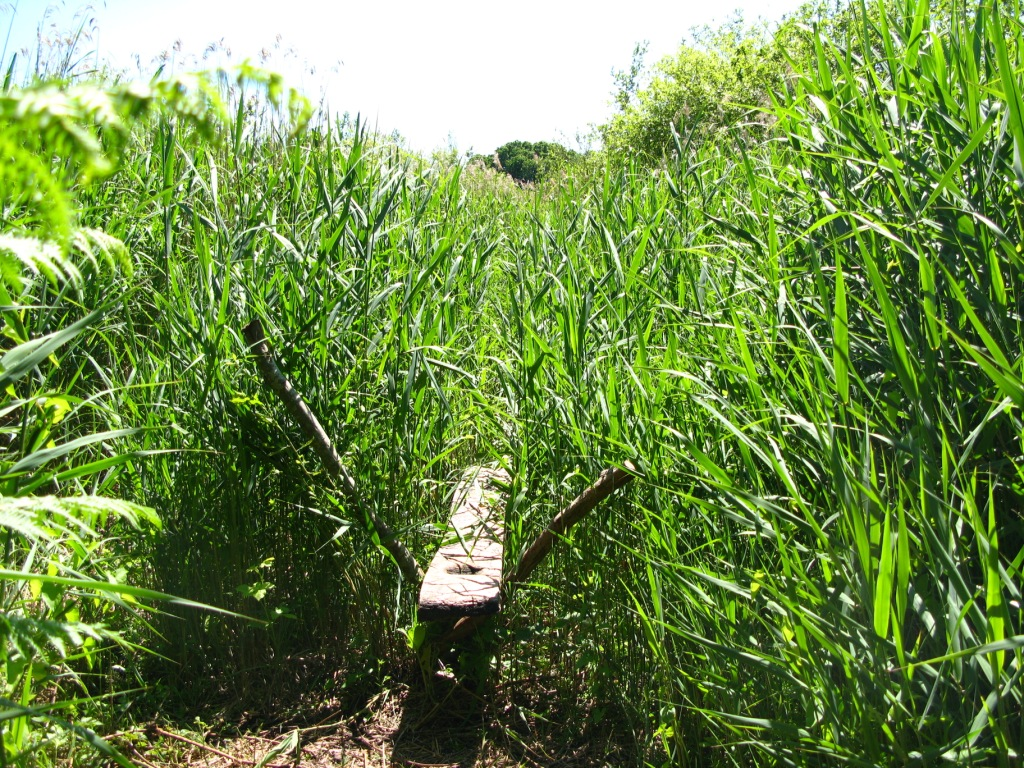
Rekonstruktion des Sweet Track

- 3838 v. Chr.: Im Gebiet der heutigen Grafschaft Somerset in England wird der Post Track gebaut – ein hölzerner Bohlenweg, der durch das Moor der Somerset Levels führt.[2]
- 3807/3806 v. Chr.: Der Post Track wird weitestgehend durch den 1970 entdeckten, fast 2000 Meter langen Sweet Track ersetzt. Dessen Bauzeit wurde dendrochronologisch anhand der Jahresringe der verwendeten Baumstämme datiert.[3]
- Beginn der Piora-Schwankung (Piora-Schwankung I – 3900 bis 3780 v. Chr.) im ausgehenden Atlantikum. Klimatisch bewirkt sie eine globale Abkühlung. Als Folgeerscheinung kommt es zu einer Austrocknung der Sahara; die ansässige Bevölkerung wandert in Richtung Niltal ab.

## Archäologische Kulturen

### Kulturen in Nordafrika
- Tenerium (5200 bis 2500 v. Chr.) in der Ténéré-Wüste mit Fundstätte Gobero.

### Kulturen in Ägypten
- In Oberägypten Fortbestehen der Naqada-Kultur (Naqada I – 4500 bis 3500 v. Chr.)
- Aufblühen der Maadi-Kultur in Unterägypten (4000 bis 3500 v. Chr.)

### Kulturen in Mesopotamien und im Nahen Osten
- Obed-Kultur in Mesopotamien (5500 bis etwa 3500 v. Chr.) – Obed IV
- Die Frühe Uruk-Zeit (4200 bis 3800 v. Chr.) geht zu Ende – Uruk XII bis Uruk XI bzw. LC-2
- Ghassulien-Kultur (4500 bis 3500 v. Chr.) in Israel
- Dschiroft-Kultur (4000 bis 1000 v. Chr.) im Iran
- Ninive (ab 6500 v. Chr.) im Norden Mesopotamiens – Ninive 3 bzw. Gaura A
- Tappe Sialk (6000 bis 2500 v. Chr.) im Iran – Sialk III
- Amuq (6000 bis 2900 v. Chr.) in der Türkei – Amuq E
- Tell Brak (6000 bis 1360 v. Chr.) in Syrien – TW 18-19
- Mersin (5400 bis 2900 v. Chr.) in Anatolien – Mersin 15
- Eridu (ab 5300 bis ca. 1950 v. Chr.) in Mesopotamien – Eridu 11-9
- Tappa Gaura (5000 bis 1500 v. Chr.) im Norden Mesopotamiens – Gaura 13-12
- Tell Chuera (5000 bis 1200 v. Chr.) in Syrien
- Tell Hamoukar (4500 bis 2000 v. Chr.) in Syrien
- Tepe Yahya – Tepe Yahya VI (4500 bis 3800 v. Chr.)
- Susa im Iran (ab 4000 v. Chr.) – Susa I
- Arslantepe in der Türkei – VIII
- Tell Hammam et-Turkman in Syrien – Vb

### Kulturen in Südasien
- Mehrgarh – Periode III (4800 bis 3500 v. Chr.) in Belutschistan
- Auf dem indischen Subkontinent entfaltet sich die Amri-Kultur (Industal, 4. und 3. Jahrtausend v. Chr.).

### Kulturen in Ostasien
- In China können während des 39. Jahrhunderts v. Chr. mehrere Kulturen unterschieden werden:
  - die Dadiwan-Kultur (5800 bis 3000 v. Chr.) am oberen Huang He
  - die Baiyangcun-Kultur (5000 bis 3700 v. Chr.) in Yunnan
  - die Yangshao-Kultur (5000 bis 2000 v. Chr.) in Zentral- und Nordchina
  - die Majiabang-Kultur (4750 bis 3700 v. Chr.) am Unterlauf des Jangtsekiang
  - in Nordostchina die Hongshan-Kultur (4700 bis 2900 v. Chr.)
  - am mittleren Jangtsekiang die Daxi-Kultur (4400 bis 3300 v. Chr.)
  - an der Küste des Gelben Meeres die Dawenkou-Kultur (4100 bis 2600 v. Chr.)
  - die Beiyinyangying-Kultur (4000 bis 3000 v. Chr.) am Unterlauf des Jangtsekiang
  - am Unterlauf des Jangtsekiang setzt die Songze-Kultur ein (3900–3200 v. Chr.)

- Korea:
  - Frühe Jeulmun-Zeit (6000 bis 3500 v. Chr.)

- Japan:
  - Frühe Jōmon-Zeit (Jōmon III – 4000 bis 3000/2500 v. Chr.) mit den ersten größeren Siedlungen

- Vietnam:
  - Đa Bút-Kultur (4000 bis 1700 v. Chr.) mit recht archaischer Keramik (Korbmodeln)

### Kulturen in Nordasien
- Sibirien:
  - Jekaterininka-Kultur (4300 bis 3700 v. Chr.)

### Kulturen in Europa
- Nordeuropa:
  - Bootaxtkultur (4200 bis 2000 v. Chr.) in Skandinavien und im Baltikum

- Nordosteuropa:
  - Memel-Kultur (7000 bis 3000 v. Chr.) in Polen, Litauen und Belarus
  - Grübchenkeramische Kultur (4200 bis 2000 v. Chr. – Radiokarbonmethode: 5600 bis 2300 v. Chr.) in Norwegen, Schweden, Baltikum, Russland und Ukraine
  - Rzucewo-Kultur (5300 bis 1750 v. Chr.) im Baltikum und in Polen
  - Narva-Kultur (5300 bis 1750 v. Chr.) in Estland, Lettland und Litauen

- Osteuropa:
  - Im Süden Russlands, in Kasachstan und in der Ukraine breiten sich Kurgankulturen (5000 bis 3000 v. Chr.) aus, darunter
  - die Sredny-Stog-Kultur (4500 bis 3500 v. Chr.) nördlich des Asowschen Meeres

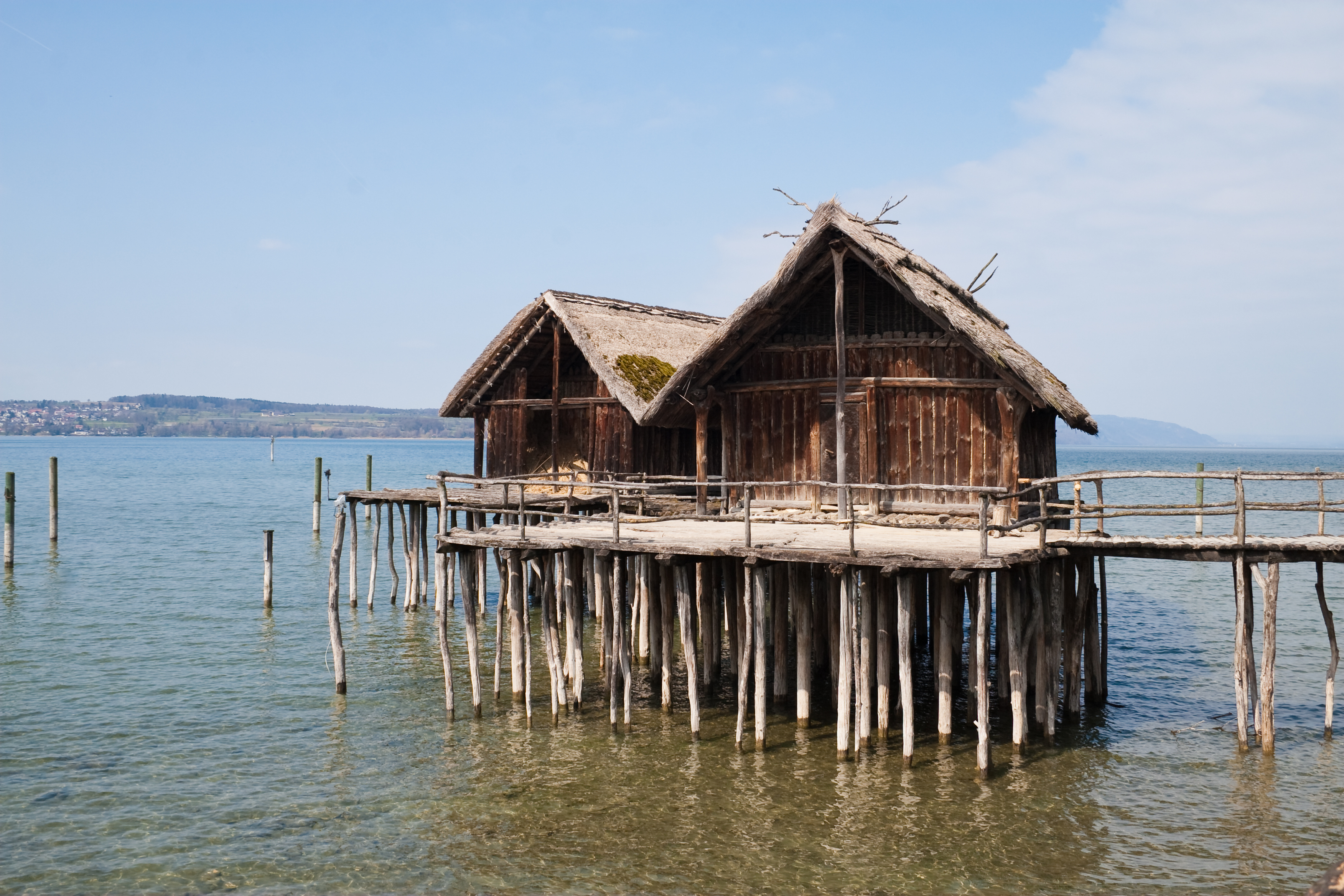
Rekonstruierte Pfahlbauten der Schussenrieder Gruppe

- Mitteleuropa bleibt generell unter dem Einfluss des Jungneolithikums (4400 bis 3500 v. Chr.), der dritten Stufe der Jungsteinzeit:
  - Weiterbestehen der Rössener Kultur (4300 bis 3500 v. Chr.) in Ostdeutschland
  - In Bayern geht die Münchshöfener Kultur ihrem Ende entgegen (4500 bis 3800 v. Chr.)
  - In Südwestdeutschland überdauert weiterhin die Schussenrieder Gruppe (4200 bis 3700 v. Chr.)
  - Im Alpenvorland der Schweiz wird jetzt die Pfyner Kultur (3900 bis 3500 v. Chr.) angetroffen
  - Das nördliche Mitteleuropa wird von der jungsteinzeitlichen Trichterbecherkultur (4200 bis 2800 v. Chr.) dominiert (Siggeneben-Phase in Schleswig-Holstein – 3900 bis 3700 v. Chr.)

- Westeuropa und Südeuropa:
  - Vasi-a-bocca-quadrata-Kultur (5100 bis 3800 v. Chr.) in Norditalien
  - Die jungneolithische Chassey-Lagozza-Cortaillod-Kultur (4600 bis 2400 v. Chr.) in Frankreich, Schweiz und Italien mit
    - Chasséen (4300 bis 3500 v. Chr.) in Frankreich
    - Lagozza-Kultur (3900 bis 3400 v. Chr.) in Italien

  - Die Megalithkultur findet sich:
    - in Frankreich (4700 bis 2000 v. Chr.)
    - auf der iberischen Halbinsel (4000 bis 2000 v. Chr.)
      - Spanien (4000 bis 2000 v. Chr.)
      - Portugal (ab 4000 v. Chr.) mit der Stätte Anta Grande do Zambujeiro

    - auf Sardinien mit der Ozieri-Kultur (4000 bis 3200 v. Chr.). Diese zeichnet sich durch Megalithbauten (Dolmen, Menhire), Nekropolen (Höhlengräber) und formenreiche Keramik und Plastiken aus.
    - auf Malta mit dem Brochtorff Circle der Żebbuġ-Phase (4100 bis 3800 v. Chr.)

### Kulturen in Amerika
- Nord- und Zentralamerika befinden sich nach wie vor in der Archaischen Periode. In den östlichen Waldgebieten werden ab 4000 v. Chr. die ersten Mounds errichtet.
  - Coxcatlán-Phase (5000–3400 v. Chr.) in Tehuacán (Mexiko)

- Südamerika:
  - Chinchorro-Kultur (7020 bis 1500 v. Chr.) in Nordchile und Südperu
  - Valdivia-Kultur (3950 bis 1750 v. Chr.) in Ecuador